# Église Saint-Éloi de Ten-Brielen
L'église Saint-Éloi de Ten-Brielen est une église paroissiale située à Comines-Warneton dans la Province de Hainaut (Belgique).

## Histoire
On trouve la trace d'une première chapelle en 1357, surnommée localement Capelle de Ten-Brielen. Plusieurs chapelle, si bien que les habitants de Ten Brielen se surnomment Capello plutôt que Ten-Brielois. 
Cette chapelle est détruite pendant la Furie iconoclaste et reconstruite en 1571. Une partie de la nef était pavée car les chevaux entraient aussi dans l'église le jour de la fête de saint Éloi.
En 1699, l'église est détruite par un incendie. Les habitants demandent une paroisse indépendante, mais ne l'obtiennent pas. Après 1789, la chapelle est expropriée et démantelée sur ordre des révolutionnaires français. En 1802, après le Concordat de 1801, une paroisse est définitivement établie et une nouvelle chapelle est construite en 1805.
Il faudra cependant attendre 1884 pour qu'une église paroissiale à part entière soit édifiée. Cependant, l'église consacrée en 1889 fut détruite pendant la Première Guerre mondiale, en 1917. Une nouvelle église, construite à l'exemple de l'église d'origine, fut achevée en 1922. C'est une église néo-gothique. L'église cruciforme en briques possède une tour préfabriquée de plan carré à étage octogonal en clocher et surmontée d'une flèche en aiguille.

## Décor et mobilier
Le tympan mentionne les étapes importantes de la construction de l'église dédiée à saint Éloi en 1357, 1805 et 1899.
L'orgue mécanique à deux claviers et construit par le facteur Victor Van de Loo remplace l'orgue d'avant-guerre inauguré en 1890.